# Myrmecaelurus andreinii
Myrmecaelurus andreinii är en insektsart som beskrevs av Navás 1914. Myrmecaelurus andreinii ingår i släktet Myrmecaelurus och familjen myrlejonsländor. Inga underarter finns listade i Catalogue of Life.